# High Maintenance
High Maintenance est une série télévisée américaine en 34 épisodes d'environ 25 minutes diffusée entre le 16 septembre 2016 et le 3 avril 2020 sur HBO. Créée par le duo Ben Sinclair et Katja Blichfeld, elle est à l’origine une web-série de 19 épisodes diffusée sur le site d'hébergement de vidéos Vimeo de 2012 à 2015,.

## Synopsis
La série, qui se déroule à New York, suit les aventures d'un vendeur de cannabis connu sous le nom de « The Guy » ou « The Weed Guy » (« le gars à l'herbe » en français, le terme est plutôt affectif, on ne peut pas vraiment traduire par « le dealeur »). Chaque épisode est dédié à l'un de ses clients en particulier.

## Distribution

### Acteur principal
- Ben Sinclair (VF : Benjamin Pascal) : « The Guy »

## Épisodes (websérie)
1. Stevie (avec Lyman Chen et Bridget Moloney)
2. Heidi (avec Greta Lee)
3. Jamie (avec Brenna Palughi et Molly Knefel)
4. Trixie (avec Candace Thompson)
5. Olivia (avec Max Jenkins (en) et Heléne Yorke)
6. Helen (avec Michael Cyril Creighton (en))
7. Dinah (avec Lynne Marie Rosenberg)
8. Jonathan (avec Hannibal Buress)
9. Elijah (avec Fred Berman et Jessica Rothe)
10. Brad Pitts (avec Birgit Huppuch)
11. Qasim (avec Jordan Dean et Anna Rose Hopkins)
12. Matilda (avec Molly Camp)
13. Rachel (avec Dan Stevens et Rachel Comey (en))
14. Geiger (avec Tanisha Long)
15. Genghis (avec John P. McGinty)
16. Ruth (avec Birgit Huppuch et Chris McKinney)
17. Sufjan (avec Hannah Bos et Micah Sherman)
18. Esme (avec Tracee Chimo)
19. Sabrina (avec Yael Stone et Steven Boyer)

## Épisodes (HBO)

### Première saison (2016)
1. Meth(od) (avec Bob the Drag Queen et Heléne Yorke)
2. Museebat (avec Shazi Raja, Lee Tergesen et Amy Ryan)
3. Grandpa (avec Ryan Woodle et Daniella Pineda)
4. Tick (avec Gaby Hoffmann, Peter Friedman et Bridget Moloney)
5. Selfie (avec Ismenia Mendes et Greta Lee)
6. Ex (avec Michael Cyril Creighton et Rebecca Naomi Jones (en))

### Deuxième saison (2018)
Le 28 septembre 2016, la série est renouvelée pour une deuxième saison. Elle est diffusée depuis le 19 janvier 2018.
1. Globo
2. Fagin
3. Namaste
4. Derech
5. Scromple
6. Googie
7. HBD
8. Ghost
9. #Goalz
10. Steve

### Troisième saison (2019)
Le 21 février 2018, la série est renouvelée pour une troisième saison. Elle est diffusée depuis le 20 janvier 2019.
1. Le Temps de vivre (M.A.S.H.)
2. Petites annonces (Craig)
3. Blondie
4. Breathwork
5. Le Gros Lot (Pay Day)
6. Fingerbutt
7. Dongle
8. Spooky
9. Cruise

### Quatrième saison (2020)
Le 19 mars 2019, HBO a renouvelé la série pour une quatrième saison, diffusée à partir du 7 février 2020.
1. Cycles
2. Trick
3. Voir Dire
4. Backflash
5. Screen
6. Adelante
7. Hand
8. Solo
9. Soup

## Commentaire
Le 14 janvier 2021, la série est arrêtée par HBO.

## Articles annexes
- Psychotrope au cinéma et à la télévision